# Garrett Muscatel
Garrett Muscatel (sinh ngày 7 tháng 12 năm 1997) là cựu thành viên đảng Dân chủ của Hạ viện New Hampshire, đại diện cho Hạt Grafton Quận 12, từ ngày 5 tháng 12 năm 2018, đến ngày 8 tháng 6 năm 2020. Ông đã từ chức vào tháng 6 năm 2020 sau khi tuyên bố trở thành cư dân New Hampshire bị Ủy ban Nhà nước Đảng Cộng hòa New Hampshire thách thức.

## Tuổi thơ và giáo dục
Vào thời điểm được bầu vào cơ quan lập pháp, ông là sinh viên chính trị và chính phủ tại Dartmouth College. Lần đầu tiên, Muscatel bắt đầu quan tâm đến chính trị khi ông tham dự lễ nhậm chức tổng thống của Barack Obama vào ngày 20 tháng 1 năm 2009. Ở tuổi 21, ông là nhà lập pháp LGBTQ trẻ nhất phục vụ trong toàn bộ Hoa Kỳ. Ông chuẩn bị theo đuổi JD từ Trường Luật Stanford với tư cách là Học giả Knight-Hennessy.